# Campeonato Mundial de Ginástica Artística de 2013 - Barras paralelas masculino
A competição das barras paralelas masculino do Campeonato Mundial de Ginástica Artística de 2013 teve sua final disputada no dia 6 de outubro. A qualificatória que definiu os ginastas finalistas foi disputada em 30 de setembro e 1 de outubro.

## Medalhistas
| Ouro   | CHN Lin Chaopan    |
| Prata  | JPN Kohei Uchimura |
| Bronze | USA John Orozco    |

## Resultados

### Qualificatória
Esses são os resultados da qualificatória.
| Pos. | Ginasta                  | Total  | Nota |
| ---- | ------------------------ | ------ | ---- |
| 1    | GRE Vasileios Tsolakidis | 15,866 | Q    |
| 2    | UZB Anton Fokin          | 15,800 | Q    |
| 3    | CHN Lin Chaopan          | 15,733 | Q    |
| 4    | CHN Hao You              | 15,666 | Q    |
| 5    | CHN Zhou Shixiong        | 15,666 |      |
| 6    | ROU Marius Berbecar      | 15,600 | Q    |
| 7    | USA Brandon Wynn         | 15,466 | Q    |
| 8    | USA John Orozco          | 15,433 | Q    |
| 9    | USA Samuel Mikulak       | 15,400 |      |
| 10   | JPN Kohei Uchimura       | 15,400 | Q    |
| 10   | NED Epke Zonderland      | 15,400 | Q    |
| 12   | JPN Ryohei Kato          | 15,400 | R    |
| 13   | SLO Mitja Petkovsek      | 15,366 | R    |
| 14   | FRA Axel Augis           | 15,233 | R    |

- Q - qualificado para a final
- R - reserva

### Final
Esses são os resultados da final.
| Pos. | Ginasta                  | Nota D | Nota E | Pen. | Total  |
| ---- | ------------------------ | ------ | ------ | ---- | ------ |
|      | CHN Lin Chaopan          | 6,700  | 8,966  |      | 15,666 |
|      | JPN Kohei Uchimura       | 6,700  | 8,966  |      | 15,666 |
|      | USA John Orozco          | 6,800  | 8,733  |      | 15,533 |
| 4    | CHN Hao You              | 6,900  | 8,600  |      | 15,500 |
| 5    | NED Epke Zonderland      | 6,500  | 8,800  |      | 15,300 |
| 6    | ROU Marius Berbecar      | 6,500  | 8,500  |      | 15,000 |
| 7    | USA Brandon Wynn         | 6,300  | 7,966  |      | 14,266 |
| 8    | GRE Vasileios Tsolakidis | 5,600  | 7,833  |      | 13,433 |
| 9    | UZB Anton Fokin          | 5,500  | 6,966  |      | 12,466 |